# Aeroportul León
Aeroportul León (IATA: LEN, ICAO: LELN) este un aeroport din Provincia León, Castilia și León, Spania ce deservește zona León. Aeroportul a fost tranzitat în 2022 de 44.941 de pasageri. A fost deschis în 1920 și numit după zona deservită.
Situat la o altitudine de 916 m, aeroportul dispune de 2 piste. Este operat de ENAIRE⁠(d).

## Infrastructură

### Piste
Eroare Lua în Modul:Runway la linia 26: attempt to concatenate local 'surface' (a nil value)